# 下切館
下切館（しもぎりかん）は、岐阜県可児市にあった館。

## 概要
尾張出身で美濃国の奉行であった岡田善同が居館していた。

## 現在の状況
現在は城山ロイヤルテニスクラブの敷地になっている。テニスクラブの裏山辺りにあった館だが、遺構は何も残っていない。岡田将監屋敷跡の碑があるだけである。

## アクセス

### 鉄道
- JR太多線下切駅より徒歩15分

### 車
- 中央自動車道多治見ICから国道248号／下切青木～市道

## 所在地
- 岐阜県可児市下切字宮坂洞419-1